# Hoplodrina pseudambigua
Hoplodrina pseudambigua là một loài bướm đêm trong họ Noctuidae.